# Zun-Murėn
Il Zun-Murėn (in russo Зун-Мурэн?; in lingua buriata: Зүүн Мүрэн) è un fiume della Russia siberiana orientale, affluente di destra dell'Irkut. Scorre nel Tunkinskij rajon della Buriazia.
Il fiume ha origine in un incrocio montuoso nell'estremo oriente della catena del Changarul'. Scorre in direzione nord-est in una conca intermontana che separa le creste sud-orientali del Bol'šoj Sajan a ovest e gli speroni dei Chamar-Daban a est. Entrando nella depressione di Tunka, vicino al villaggio di Zun-Murino, a 6,5 km dalla foce, il fiume è attraversato dalla strada federale A333 (tratto Tunkinskij). A 2,5 km dalla foce, si divide in due canali che sfociano nell'Irkut a 212 km dalla foce, di fronte al villaggio di Gužiry.
Il fiume ha una lunghezza di 167 km e il suo bacino è di 4 160 km². La sua portata a 7 km dalla foce è di 49.11 m³/s. Il ghiaccio blocca il fiume da ottobre - inizio novembre, sino a fine aprile - inizio maggio.